# Hormius vulgaris
Hormius vulgaris är en stekelart som beskrevs av William Harris Ashmead 1893. Hormius vulgaris ingår i släktet Hormius och familjen bracksteklar. Inga underarter finns listade i Catalogue of Life.